# Александер (Липе)
Карл Александер фон Липе (на немски: Karl Alexander zur Lippe; * 16 януари 1831, Детмолд; † 13 януари 1905, Св. Гилберт, близо до Дондорф) е номинално управляващ, 5. княз на Липе (1895 – 1905). Понеже е душевно болен му се вземат правата. До 1897 г. Шаумбург-Липе води регентството, от 1897 г. Липе-Бистерфелд, който през 1905 г. е признат за управляваща княжеска фамилия.

## Биография
Той е най-малкият син, седмото дете, на княз Леополд II фон Липе (1796 – 1851) и съпругата му принцеса Емилия Фридерика Каролина фон Шварцбург-Зондерсхаузен (1800 – 1867), дъщеря на княз Гюнтер Фридрих Карл I фон Шварцбург-Зондерсхаузен (1760 – 1837) и принцеса Вилхелмина Фридерика Каролина фон Шварцбург-Рудолщат (1774 – 1854). Брат е на Леополд III (1821 – 1875), княз на Липе (1851 – 1875), Волдемар (1824 – 1895), княз на Липе (1875 – 1895), Фридрих (1827 – 1854) и Емил Херман (1829 – 1884).
Александер фон Липе служи като капитан в гвардейския полк на краля на Хановер. Той пада от кон през 1851 г. и започват да се забелязват знаците на душевно заболяване. В края на 1871 г. състоянието му е толкова зле, че му се вземат правата и го закарват в санаториум „Св. Гилгенберг“ при Байройт. Той е наследствено неличимо душевно болен. Доста членове на фамилията Липе страдат от душевна болест.
Брат му Волдемар е бездетен и заради взетите права на Карл Александер, определя в завещанието си за свой наследник принц Адолф фон Шаумбург-Липе, женен за Виктория Пруска, дъщеря на кайзер Фридрих III. Това завещание довежда до сериозни конфликти между потенциалните наследници, привлекли през следващите десетилетия вниманието на световната общественост.
Александер фон Липе не се жени и умира на 13 януари 1905 г. на 73 години в „Св. Гилберт“, близо до Дондорф. С неговата смърт измира линията Детмолд на княжеската фамилия Дом Липе.